# Timon Wellenreuther
Timon Wellenreuther (Karlsruhe, 3 december 1995) is een Duits voetballer die als doelman voor Feyenoord speelt. Hij stroomde in 2014 door vanuit de jeugd van Schalke 04. In de zomer van 2020 verruilde de doelman Willem II voor het Belgische RSC Anderlecht. Een jaar later ging hij terug naar Willem II op huurbasis.

## Clubcarrière
Wellenreuther werd geboren in Karlsruhe. Hij speelde in de jeugd voor Bulacher SC, Beiertheimer FV, SpVgg Durlach-Aue, Astoria Walldorf, Karlsruher SC en Schalke 04. Op 3 februari 2015 debuteerde de doelman in de Bundesliga tegen Bayern München. Hij verving aan de rust de geblesseerde Fabian Giefer. Schalke 04 hield Bayern München op een 1–1 gelijkspel in de Allianz Arena. Drie dagen later stond Wellenreuther in de basiself in de thuiswedstrijd tegen Borussia Mönchengladbach. Schalke 04 versloeg Gladbach met 1–0 in de eigen Veltins-Arena. Na amper drie wedstrijden gespeeld te hebben in het betaald voetbal werd Wellenreuther op 18 februari 2015 door trainer Roberto Di Matteo opgesteld in het thuisduel van de achtste finale van de UEFA Champions League 2014/15 tegen Real Madrid CF. Hij verving de eerste twee doelmannen, die beide geblesseerd waren afgehaakt. Schalke verhuurde Wellenreuther vanaf juli 2015 aan RCD Mallorca, op dat moment actief in de Segunda División.
Wellenreuther verruilde Schalke in juli 2017 voor Willem II. Hij ondertekende in Tilburg een contract tot medio 2019, met een optie voor nog een seizoen. Met de Tilburgers behaalde hij op 28 februari 2019 de finale van de KNVB Beker die op 5 mei 2019 gespeeld wordt tegen Ajax. Dit deed hij door drie van de vijf penalty's te stoppen, nadat de halve finale tegen AZ na verlenging in 1-1 (2-1) strafschoppen eindigde.
In de transferperiode van het jaar 2020 verliet hij Willem II voor het Belgische RSC Anderlecht, waar hij een contract voor vier jaar ondertekende. Hij begon er het seizoen 2020/21 als de doublure van eerste doelman Hendrik Van Crombrugge. Op 4 oktober 2020 speelde hij zijn eerste officiële wedstrijd voor Anderlecht: toen Van Crombrugge zich in de competitiewedstrijd tegen Club Brugge tijdens de eerste helft blesseerde, kwam Wellenreuther hem tijdens de rust vervangen. De Duitser verrichtte enkele goede reddingen tegen de regerende landskampioen, maar slikte desondanks twee doelpunten, waardoor Anderlecht de wedstrijd met 3-0 verloor. Van Crombrugge had een langdurige blessure opgelopen waardoor Wellenreuther de rest van het seizoen eerste doelman werd met wisselend succes.
Aan het begin van seizoen 2021/22 kwam Wellenreuther op het achterplan terecht bij Anderlecht, waarop hij op huurbasis terugkeerde naar Willem II. Het hele seizoen 22/23 werd Wellenreuther door Anderlecht verhuurd aan Feyenoord, dat hem aan het einde van het seizoen overnam van Anderlecht. Wellenreuther tekende een tweejarig contract bij Feyenoord. In de zomer van 2024 verlengde Wellenreuther zijn contract bij Feyenoord. Op 4 augustus 2024 maakte trainer Priske bekend dat Wellenreuther het seizoen als eerste doelman in zou gaan. Hij passeerde hiermee Justin Bijlow.

## Clubstatistieken
| Seizoen | Club             | Land               | Competitie         | Competitie | Competitie | Beker | Beker | Europees | Europees | Totaal | Totaal |
| Seizoen | Club             | Land               | Competitie         | Wed.       | Dlp.       | Wed.  | Dlp.  | Wed.     | Dlp.     | Wed.   | Dlp.   |
| ------- | ---------------- | ------------------ | ------------------ | ---------- | ---------- | ----- | ----- | -------- | -------- | ------ | ------ |
| 2014/15 | FC Schalke 04    | Vlag van Duitsland | Bundesliga         | 8          | 0          | 0     | 0     | 2        | 0        | 10     | 0      |
| 2014/15 | FC Schalke 04 II | Vlag van Duitsland | Regionalliga West  | 16         | 0          | 0     | 0     | —        | —        | 16     | 0      |
| 2015/16 | → RCD Mallorca   | Vlag van Spanje    | Segunda Division A | 33         | 0          | 0     | 0     | —        | —        | 33     | 0      |
| 2016/17 | FC Schalke 04    | Vlag van Duitsland | Bundesliga         | 0          | 0          | 0     | 0     | 0        | 0        | 0      | 0      |
| 2016/17 | FC Schalke 04 II | Vlag van Duitsland | Regionalliga West  | 9          | 0          | 0     | 0     | —        | —        | 9      | 0      |
| 2017/18 | Willem II        | Vlag van Nederland | Eredivisie         | 15         | 0          | 1     | 0     | —        | —        | 16     | 0      |
| 2018/19 | Willem II        | Vlag van Nederland | Eredivisie         | 29         | 0          | 4     | 0     | —        | —        | 33     | 0      |
| 2019/20 | Willem II        | Vlag van Nederland | Eredivisie         | 25         | 0          | 3     | 0     | —        | —        | 28     | 0      |
| 2020/21 | RSC Anderlecht   | Vlag van België    | Jupiler Pro League | 23         | 0          | 4     | 0     | —        | —        | 27     | 0      |
| 2021/22 | → Willem II      | Vlag van Nederland | Eredivisie         | 31         | 0          | 1     | 0     | —        | —        | 32     | 0      |
| 2022/23 | → Feyenoord      | Vlag van Nederland | Eredivisie         | 9          | 0          | 3     | 0     | 2        | 0        | 14     | 0      |
| 2023/24 | Feyenoord        | Vlag van Nederland | Eredivisie         | 19         | 0          | 3     | 0     | 4        | 0        | 26     | 0      |
| 2024/25 | Feyenoord        | Vlag van Nederland | Eredivisie         | 29         | 0          | 1     | 0     | 11       | 0        | 39     | 0      |
| TOTAAL  | TOTAAL           | TOTAAL             | TOTAAL             | 238        | 0          | 21    | 0     | 17       | 0        | 276    | 0      |

Bijgewerkt op 4 mei 2025

## Erelijst
| Eredivisie           | 1x | 2022/23 |
| KNVB Beker           | 1x | 2023/24 |
| Johan Cruijff Schaal | 1x | 2024    |

## Trivia
Zijn vader, Ingo Wellenreuther, is politicus voor de CDU en zit in de Duitse Bondsdag. Hij is ook voorzitter van Karlsruher SC.